# Traveler's cheque

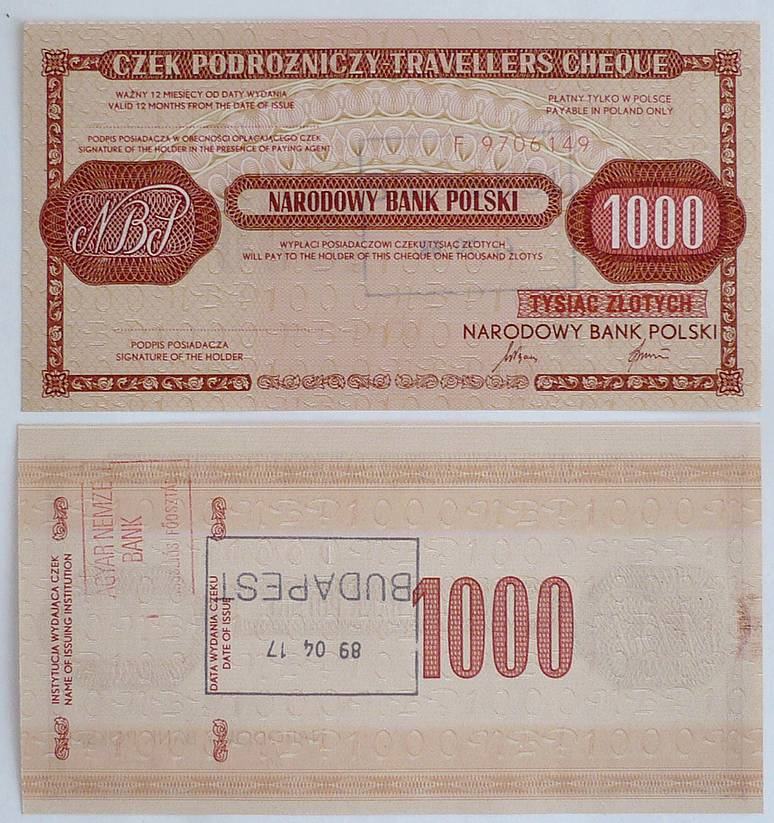
Fronte e retro di un traveler's cheque della Narodowy Bank Polski, venduto nell'aprile 1989 a Budapest (Ungheria) per farne uso in un viaggio in Polonia.

L'assegno turistico, dall'inglese traveller's cheque, è uno speciale tipo di assegno destinato ai viaggiatori.
Esso, caratterizzato dalla presenza di una doppia firma conforme del prenditore, di cui una apposta al pagamento, consente di avere con sé una somma di denaro garantita, essendo gli assegni turistici rimborsabili, anche nel caso di furto o smarrimento. Possono essere emessi in divisa.
Gli assegni turistici sono solitamente emessi dalle banche. Tra gli emittenti si ricorda la società American Express, i cui traveller's cheques, nati nel 1891, furono il primo strumento di pagamento della storia emesso in larga scala. Anni dopo, anche altri istituti, come MasterCard, Visa e Citigroup, iniziarono a commercializzarli.
Nel Novecento gli assegni per viaggiatori sono stati uno degli strumenti di pagamento più utilizzati; tuttavia, il loro uso è declinato dagli anni 90 del XX secolo, a causa dell'esistenza di alternative più pratiche.